# REAL⇔FAKE
『REAL⇔FAKE』（リアルフェイク）は、2019年9月に深夜ドラマ枠「ドラマイズム」の作品として毎日放送（MBSテレビ）の制作によりTBSテレビをはじめとする同系列の一部で放送されたテレビドラマ。2021年6月には続編となる2nd Stageが放送され、2023年1月11日より完結編となるFinal Stageが放送。
本稿では便宜上、第1作をS1、2nd StageをS2、Final StageをS3の略称で表記する。

## あらすじ

### S1
国民的歌姫である朱音が失踪したとの報せが届く。朱音は天使の歌声と称されており、芸能事務所の垣根を超えた新ユニットプロジェクトである「Stellar CROWNS（ステラクラウンズ）」のメンバーに加わることが既に発表されていた。国民的歌姫の突然の失踪に様々な憶測が流れる中、ある日朱音の所属事務所に奇妙な文書が届けられた。そこにはこう書かれていた。
この怪文書を受け取った朱音の芸能事務所社長は映像ディレクターである守屋英俊に犯人探しの協力を依頼する。ステラクラウンズのドキュメントを撮影すると偽り、シェアハウスで共同生活することになったステラクラウンズの様子を観察することになった。朱音は何故失踪したのか。そしてステラクラウンズの誰かが朱音の失踪に深く関わっている、それは誰なのか。真実（REAL）と嘘（FAKE）が交わる彼らの本質とは一体何なのか。

### S2
澤木田社長への復讐から数ヶ月後、「Stellar CROWNS」は朱音がクイーンレコードの社長に就任し、新体制の下で活動を再開しようとしていた。しかし、意気込む「Stellar CROWNS（ステラクラウンズ）」のメンバーをよそに、朱音は「Stellar CROWNS with 朱音」としての活動を休止し、ライバルユニットである「ASTRA RING（アストラリング）」のプロデュースに専念することを発表した。事前にこの事実を朱音から知らされていなかったステラクラウンズは激しい動揺を隠せない。しかもアストラリングのメンバーは牧野凪沙と育田悠輔がかつて所属していたユニット「Fyrklőver（フィルクローバー）」の元メンバーである卯野絋希と稲森弥月だったのだ。そんな中で突然姿を消した牧野凪沙。罠なのか、それとも意図した失踪なのか。彼らの中で巻き起こる真実（REAL）と嘘（FAKE）とは一体何なのか。

### S3
クイーンレコード・朱音社長の下で活動する「Stellar CROWNS」が慰安旅行で、山奥にある一軒の洋館に訪れていた。５人の様子をファンクラブ用に撮影をするため、ディレクターの守屋英俊も一緒に来ていた。ただの旅行だと思っていたメンバーは不満げだが、束の間の休暇にメンバーで一緒に居られる時間を楽しんでいた。が、ただ一人、牧野凪沙の表情は曇っていた。リーダーの瀬名征行は心配して声をかけるが、「何でもない」とはぐらかされてしまう。そんな中、メンバーだけの貸し切りのはずの洋館に、突然、多田圭一がやって来る。予約していたと言い張る多田は、貸し切りだと言っても一歩も引かず、1泊だけ泊めてくれ、と。渋々、洋館のオーナー・菅原陽翔は従業員用の部屋に案内することになり―。
そしてその夜、Stellar CROWNSはチームに分かれて、肝試しをすることになったが、そこで“とある事件”が起こり―。
山奥にある一軒の洋館で起こった事件…犯人はこの中にいる―！？
「REAL⇔FAKE」シリーズ史上、最大のミステリーが幕を開ける―。

## キャスト
特記のない場合は全シリーズ共通。

### Stellar CROWNS
牧野凪沙（まきの なぎさ）
演 - 荒牧慶彦
代議士の父を持ち、姉が一人いる。
演技におけるスキルは天才的ではあるが、内面はとても小心者で気弱な性格。生クリームが苦手だということが番外編で明かされた。
かつては育田とともに別の事務所の「Fyrklőver」というグループに所属していたが俳優活動が多忙になり脱退した過去を持つ。
S1では瀬名と協力し、澤木田の悪事の暴露を撮影するべくクマのぬいぐるみ「マーサ」に隠しカメラを仕掛ける。
S2では朱音の発表後に忽然と姿を消すことになる。
S3では姉のひき逃げ事件をネタに多田に脅されていたことをメンバーに隠しており、そのことで瀬名との間に亀裂が生じてしまう。後に事件が明るみに出たことで芸能活動を停止。メンバーとも一切の連絡を絶つ。一年後、ケーキ屋で働いていたところをメンバーに見つかり半ば強引ではあるが会見に参加。Stellar CROWNSに復帰する。
育田悠輔（いくた ゆうすけ）
演 - 植田圭輔
子役時代から役者として活躍。肺の病気を理由に休業・休学している。年齢は2つ違うが、休学が理由で鈴木とは同級生だった。
また牧野とともに「Fyrklőver」として活動していたが肺の病気が悪化し脱退した。
S2ではかつて「Fyrklőver」として共に活動していた卯野、稲森と再会。最初は距離を置かれていたが神代の悪事を止めるために鈴木とともに協力する。
S3では肝試しで瀬名とともに行動、共に刺された状態の多田の第一発見者となり洋館まで運んだ。
沢瀬凛（さわせ りん）
演 - 小澤廉（S1）
元気で明るく振舞っているが、本質は冷静沈着な性格。梅原の幼馴染。両親の借金を代わりに返済している。
S2では海外留学のため、その姿を見せることはなかった。
S3ではS1の回想、オレンジジュースで乾杯するシーンで背中のみ登場している。
鈴木翔琉（すずき かける）
演 - 佐藤流司
人気バンドのボーカル。朱音と同じ事務所に所属しており「Stellar CROWNS」には朱音失踪後に正式加入した。不器用な性格であり、自分自身に嘘を吐くことができない。
育田とは意見の食い違いから犬猿の仲。
S1では朱音の自殺を直前で食い止め真実を知り、朱音を匿うと同時に澤木田の事務所に怪文書を送った。
S2では薬物使用の疑いがあるとされ警察から事情聴取のため任意の同行を求められるがこれを拒否。警察官に暴行を行い公務執行妨害で逮捕される。後に陰性とされ翌日に釈放される。その後、育田とともに卯野、稲森と神代の悪事を止めるため一芝居打つ。
S3では多田に脅迫されていた牧野を庇い、アリバイ関係の口裏を合わせていた。
梅原黎士郎（うめはら れいじろう）
演 - 松村龍之介
オーストラリアからの帰国子女。その表情からは何を考えているのかは窺い知れず、英語が堪能。「Stellar CROWNS」としてデビューする前の経歴は一切不明となっている。全シリーズを通して梅原の過去が明かされることはなかった。
S1ではドキュメンタリー撮影を利用し、守屋が朱音の行方を追っていることをあっさり見抜いていた。
S2ではPCで瀬名の携帯の位置を特定したり、削除された監視カメラの映像を復元したり、育田のフェイク動画が拡散される前に妨害するなど類まれなるハッキング技術を見せ、守屋から驚かれる。
S3では刺された多田の看病をしていた際、彼のジャケットから牧野の袖のボタンを発見し瀬名に相談する。

瀬名征行（せな まさゆき）
演 - 和田雅成
リーダー。学生時代はサッカー部に所属。一見すると男っぽいように映るが、時にクールな一面も見せることがある。朱音のファンであり、本人曰く牧野とは腐れ縁。妹が1人いる。
S1では牧野と協力し、澤木田の悪事の暴露を撮影するため鳩時計に隠しカメラを仕掛ける。
S2では度重なる「Stellar CROWNS」のスキャンダルや炎上騒ぎを調査するため、単独で動く。
S3では肝試しで育田とともに行動、共に刺された状態の多田の第一発見者となり洋館まで運んだ。

### ASTRA RING
卯野絋希（うの こうき）
演 - 猪野広樹（S2・S3）
牧野と育田が所属していた「Fyrklőver」の元メンバー。
仲間想いの性格だったが、解散の経緯から現在では同じユニットの稲森以外は信用しておらず、再会した育田にも冷たく当たり、口調も乱暴かつ煽る言動が目立つ。
S3ではゲストという形でStellar CROWNSの慰安旅行撮影に参加しており、肝試しでメンバーを驚かせるため森にいた。
そのため多田が刺された事件の際、アリバイが曖昧なことと過去に面識があり多田に食って掛かっていた様子から犯人ではないかと疑われてしまう。
その後、忽然と姿を消す。
稲森弥月（いなもり みづき）
演 - 笹森裕貴（S2・S3）
「Fyrklőver」の元メンバー。
とても穏やかな性格で、合気道の心得がある。「Fyrklőver」解散後も卯野とともに活動を続けていた。
S3ではドラマ撮影のため卯野とは別行動をとっている。

### その他
守屋英俊（もりや ひでとし）
演 - 染谷俊之
フリーの映像ディレクター。金で動くタイプだが仕上げた映像は一定の評価を得ている。
朱音の失踪に伴う密着ドキュメンタリーを撮る傍らで事件解決へと導いた。朱音とは高校時代からの親友。
S2ではある人間を調査するよう、朱音に依頼されて動く。
S3では撮影のため、Stellar CROWNSの慰安旅行に深水とともに同行する。
鏑木朱音
演 - 蒼井翔太
「朱音」の芸名で活躍し、天使の歌声と絶賛されている国民的歌姫で、クイーンレコードの社長。
ステラクラウンズに所属することを発表した直後に失踪するが、実は所属事務所の所長である澤木田が兄の楽曲を盗用したことによる兄の自殺に対する復讐のために、朱音とステラクラウンズが仕組んだ自作自演の失踪劇だった。
S2では数ヶ月ぶりにステラクラウンズの活動再開が行われようとする最中、突然「Stellar CROWNS with 朱音」としての活動を休止した上で、クイーンレコードの社長就任と「ASTRA RING（アストラリング）」のプロデュースを行うことを発表する。
S3では姉のひき逃げ事件の件で牧野から謝罪を受けた際、「脱退も引退も認めない」と返す。一年後、牧野Stellar CROWNS復帰会見を守屋とともに見守る。
澤木田薫
演 - 大高洋夫（S1）
朱音の所属事務所の社長。守屋に事務所に送られた怪文書をきっかけに朱音失踪の真相と犯人を突き止めるよう依頼する。
神代英樹
演 - 酒井康行（S2）
「ASTRA RING」のマネージャー。かつては牧野、育田、卯野、稲森の4人で構成されていたグループ「Fyrklőver」のプロデューサーでもあった。
澤木田退任後のクイーンレコードが経営難に陥っていると知り、多額の融資をしたことで諸手を上げた取締役会に迎えられ、「ASTRA RING」をデビューさせる。
三重田辰巳
演 - 中村祐志（S2第3話 - 最終話）
悪徳金融業を営む。片足を傷めているらしく、軽く引きずるように歩くほか、常にステッキを手にしている。
「Fyrklőver」解散後に倒産した神代の事務所を差し押さえ、部下とともに立ち退き要求しにやってきた際に、神代を手駒に加えた。
深水舞人（ふかみ まいと）
演 - 定本楓馬（S3）
フリーのアシスタントディレクター。Stellar CROWNSの慰安旅行撮影のため守屋に同行する。
菅原陽翔（すがわら はると）
演 - 小西詠斗（S3）
Stellar CROWNSが滞在する洋館のオーナー。
多田圭一（ただ けいいち）
演 - 谷口賢志（S3）
フリーのルポライター。芸能人の盗撮写真やスキャンダルをネタに脅し金銭を要求していた為、「脅し屋」とも呼ばれている。
肝試しの最中に森の奥で刺された状態で発見される。

### ゲスト

#### S1

##### 第3話
里見
演 - 郷本直也
凛の協力者。探偵事務所で働いている。
鏑木奏真
演 - 平野良
朱音の兄。所属事務所の社長であった澤木田に楽曲を盗用されたことにより自ら命を絶ったが、朱音がステラクラウンズと仕組んだ自作自演の失踪劇により名誉が回復された。

## スタッフ
特記のない場合は全シリーズ共通。
- 監督・脚本 - 毛利亘宏（少年社中）（S1）[2]
- 脚本 - ほさかよう（S2 - ）[3][9]
- 監督 - 山本透（S2）[3]、杉岡知哉（S3）[9]
- オープニングテーマ - Stellar CROWNS with 朱音
  - S1 - 「REAL⇔FAKE」[11]
  - S2 - 「RUMOR」[3]
  - S3 - 「MISLEAD」[5]
- エンディングテーマ - 蒼井翔太
  - S1 - 「Fake of Fake」[12]
  - S2 - 「硝子のくつ」[3]
  - S3 - 「Key to My Heart」[5]
- 制作プロダクション - ダブ
- 製作
  - S1 - 「REAL⇔FAKE」製作委員会、MBS
  - S2 - 「REAL⇔FAKE 2nd STAGE」製作委員会、MBS
  - S3 - 「REAL⇔FAKE Final STAGE」製作委員会、MBS

## 放送日程
| 各話   | 放送日        | 放送日        |
| 各話   | 毎日放送      | TBS           |
| ------ | ------------- | ------------- |
| 第1話  | 2019年9月02日 | 2019年9月04日 |
| 第2話  | 9月09日       | 9月11日       |
| 第3話  | 9月16日       | 9月18日       |
| 最終話 | 9月23日       | 9月25日       |

| 各話   | 放送日        |
| ------ | ------------- |
| 第1話  | 2021年6月16日 |
| 第2話  | 6月23日       |
| 第3話  | 6月30日       |
| 最終回 | 7月07日       |

| 各話  | 放送日        |
| ----- | ------------- |
| 第1話 | 2023年1月11日 |

## 放送局
| 放送期間                  | 放送時間                                                  | 放送局             | 対象地域       | 備考              |
| ------------------------- | --------------------------------------------------------- | ------------------ | -------------- | ----------------- |
| 2019年9月2日 - 9月23日    | 月曜 0:50 - 1:20（日曜深夜）                              | 毎日放送           | 近畿広域圏     | 製作局            |
| 2019年9月4日 - 9月25日    | 水曜 1:28 - 1:58（火曜深夜）                              | TBSテレビ          | 関東広域圏     |                   |
| 2019年9月18日 - 10月16日  |                                                           | IBC岩手放送        | 岩手県         |                   |
| 2019年9月20日 - 10月18日  | 金曜 0:56 - 1:26（木曜深夜）                              | あいテレビ         | 愛媛県         |                   |
| 2019年10月8日 - 10月15日  | 火曜 1:00 - 2:00（月曜深夜）                              | 東北放送           | 宮城県         | [ 注 2 ] [ 注 3 ] |
| 2019年10月9日 - 10月30日  | 水曜 1:00 - 1:30（火曜深夜）                              | 熊本放送           | 熊本県         | [ 注 2 ]          |
| 2019年10月16日 - 11月6日  | 水曜 0:55 - 1:25（火曜深夜）                              | テレビユー山形     | 山形県         | [ 注 2 ]          |
| 2019年10月17日 - 10月19日 | 木曜 1:03 - 2:00（水曜深夜） 土曜 1:55 - 2:55（金曜深夜） | 山陰放送           | 鳥取県・島根県 | [ 注 2 ] [ 注 3 ] |
| 2019年10月20日 - 11月10日 | 日曜 2:08 - 2:38（土曜深夜）                              | チューリップテレビ | 富山県         | [ 注 2 ]          |
| 2020年1月5日 - 1月26日    | 日曜 1:00 - 1:30（土曜深夜）                              | TOKYO MX           | 東京都         | [ 注 2 ]          |
|                           |                                                           | BS11               | 日本全域       | [ 注 2 ]          |
| 2020年1月7日 - 1月28日    | 火曜 0:56 - 1:27（月曜深夜）                              | 北海道放送         | 北海道         | [ 注 2 ]          |
| 2020年9月22日 - 10月13日  | 火曜 1:30 - 2:00（月曜深夜）                              | 信越放送           | 長野県         | [ 注 2 ]          |

| 配信期間       | 配信時間        | 配信サイト        | 配信料金          |
| -------------- | --------------- | ----------------- | ----------------- |
| 2019年9月4日 - | 水曜 2:00 更新  | MBS動画イズム     | 有料 レンタル視聴 |
|                |                 | Paravi            | 有料 レンタル視聴 |
|                |                 | Rakuten TV        | 有料 レンタル視聴 |
|                |                 | ひかりTV          | 有料              |
|                |                 | U-NEXT            | 有料 レンタル視聴 |
|                | 水曜 12:00 更新 | dTV               | 有料              |
| 2019年9月5日 - | 木曜 0:00 更新  | J:COMオンデマンド | 有料              |
|                |                 | TELASA            | 有料              |
| 2019年9月6日 - | 金曜 0:00 更新  | TSUTAYA TV        | 有料 レンタル視聴 |

| 放送期間                 | 放送時間                     | 放送局             | 対象地域       | 備考     |
| ------------------------ | ---------------------------- | ------------------ | -------------- | -------- |
| 2021年6月16日 - 7月7日   | 水曜 0:59 - 1:29（火曜深夜） | 毎日放送           | 近畿広域圏     | 製作局   |
|                          | 水曜 1:28 - 1:58（火曜深夜） | TBSテレビ          | 関東広域圏     |          |
| 2021年7月7日 - 7月28日   | 水曜 1:00 - 1:30（火曜深夜） | 熊本放送           | 熊本県         |          |
| 2021年7月16日 - 8月6日   | 金曜 0:56 - 1:26（木曜深夜） | あいテレビ         | 愛媛県         |          |
| 2021年8月18日 - 9月8日   | 水曜 0:55 - 1:25（火曜深夜） | テレビユー山形     | 山形県         |          |
| 2021年8月26日 - 9月16日  | 木曜 1:30 - 2:00（水曜深夜） | RSK山陽放送        | 岡山県・香川県 | [ 注 6 ] |
| 2021年8月31日 - 9月21日  | 火曜 1:25 - 1:55（月曜深夜） | RKB毎日放送        | 福岡県         |          |
| 2021年10月17日 - 11月7日 | 日曜 1:58 - 2:28（土曜深夜） | チューリップテレビ | 富山県         |          |

| 配信期間        | 配信時間        | 配信サイト        | 配信料金          |
| --------------- | --------------- | ----------------- | ----------------- |
| 2021年6月16日 - | 水曜 2:00 更新  | TVer              | 無料              |
|                 |                 | GYAO!             | 無料              |
|                 |                 | MBS動画イズム     | 無料              |
|                 |                 | MBS動画イズム     | 有料              |
|                 |                 | Paravi            | 有料              |
|                 |                 | Rakuten TV        | 有料              |
|                 | 水曜 12:00 更新 | U-NEXT            | 有料              |
|                 |                 | ひかりTV          | 有料              |
|                 | 水曜 19:00 更新 | TSUTAYA TV        | 有料              |
| 2021年6月19日 - | 土曜 0:00 更新  | TELASA            | 有料 レンタル視聴 |
|                 |                 | J:COMオンデマンド | 有料              |
|                 |                 | milplus           | 有料              |
|                 | 土曜 18:00 更新 | dTV               | 有料              |

| 放送期間               | 放送時間                     | 放送局     | 対象地域   | 備考   |
| ---------------------- | ---------------------------- | ---------- | ---------- | ------ |
| 2023年1月11日 - 2月1日 | 水曜 0:59 - 1:29（火曜深夜） | 毎日放送   | 近畿広域圏 | 製作局 |
|                        | 水曜 1:28 - 1:58（火曜深夜） | TBSテレビ  | 関東広域圏 |        |
| 2023年4月21日 -        | 金曜 0:55 - 1:30（木曜深夜） | あいテレビ | 愛媛県     |        |